# Архангельское (Переславский район)
Архангельское — деревня в Переславском районе Ярославской области.

## География
Находится в южной части Ярославской области на расстоянии приблизительно 15 км на юг по прямой от районного центра города Переславль-Залесский.

## История
Деревня была отмечена еще на карте 1808 года. В 1859 году здесь (тогда сельцо Переславского уезда Владимирской губернии) было учтено 18 дворов. До 2018 года входила в состав Рязанцевского сельского поселения.

## Население
Численность населения: 181 человек (1859 год), 3 (русские 100 %) в 2002 году, 3 в 2010.